# 集集永興宮
23°49′37″N 120°47′45″E / 23.826953°N 120.795918°E
集集永興宮，舊名永興壇，是位於臺灣南投縣集集鎮八張里的土地祠，建於漢人開拓集集埔早期的乾隆四十年（1775年）。

## 歷史

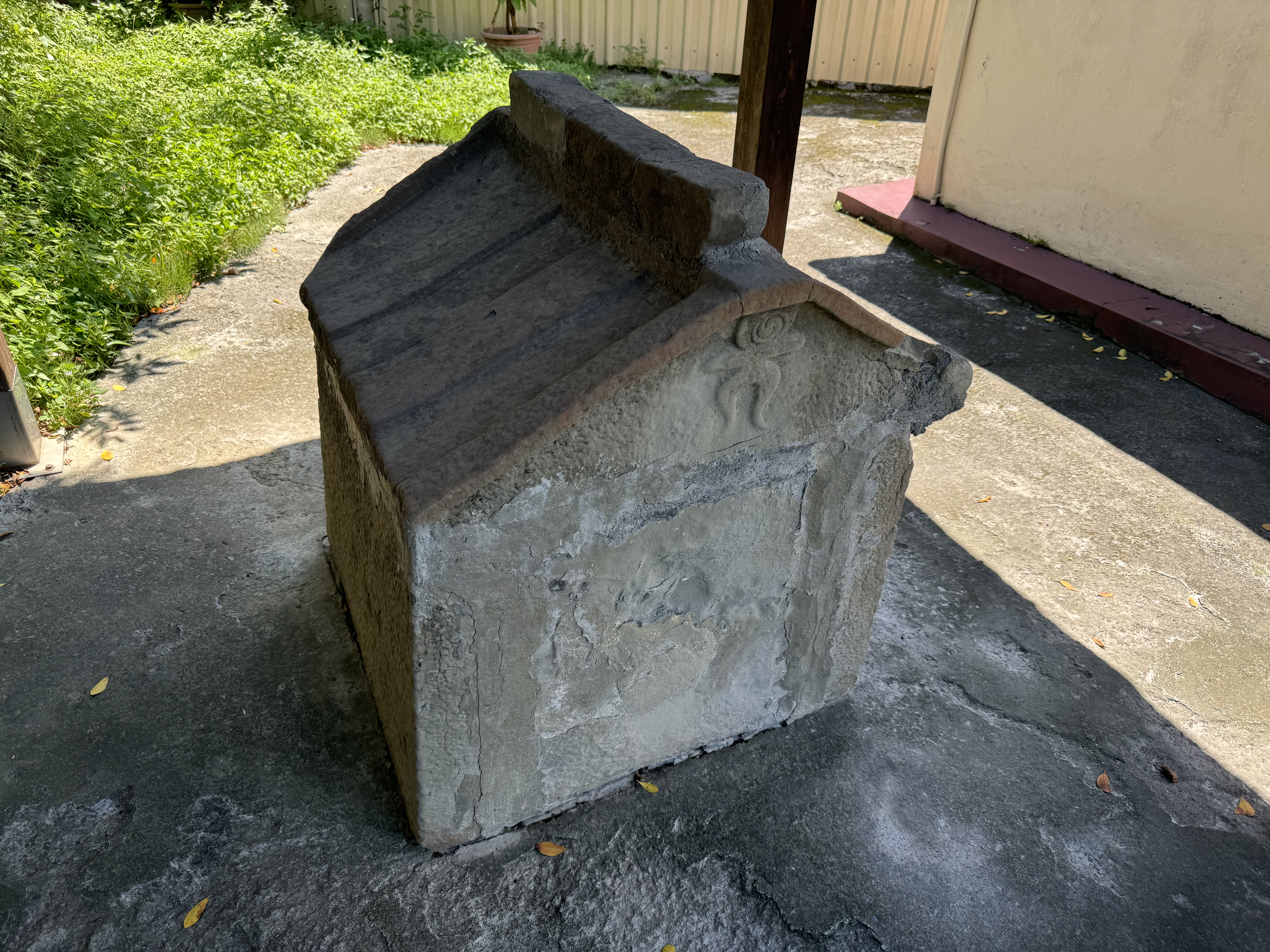
永興壇側面

乾隆年間，漢人逐漸東移集集地區，由陳、林、蔡三姓遷入定居，在南起濁水溪、北至清水溪岸田地三路十六瓏開墾。乾隆四十年（1775年）農曆四月，廣盛莊居民建立永興壇。當時廟身為石塊構成的單簷小廟宇，推估原先蓋於廣盛莊的邊緣，今為台16線公路旁。其上刻著額鐫「永興壇」、「地中何處非公在」、「天下誰人不子來」、「乾隆四十年孟夏月 日吉旦立 廣盛莊沐恩眾弟子仝立」。廟名稱取其香火永盛、地方興旺之意。除對聯文雅外，以「壇」為名在臺灣也為稀有。
後來，廣盛莊隨著集集台灣樟腦產業興起，漸次併入擴大的集集街，今屬於集集鎮集集里及八張里。據當地八張里里長鄧宗慶表示，早期當地人農事或牛失蹤都要來請示此土地公，因相當靈驗，便用紅銅打造金身，與早期土地公多半用石頭加上紅紙膜拜不一樣。1979年當地列為都市計劃區時，居民經擲筊決定，由林明溱、林明舉、陳錫輝、陳源富集資籌建在該年11月另建新廟，將原廟遷至新廟後面，並改名為「永興宮」。廟內並供奉土地公、土地婆。1984年中秋，以新廟名作匾額。

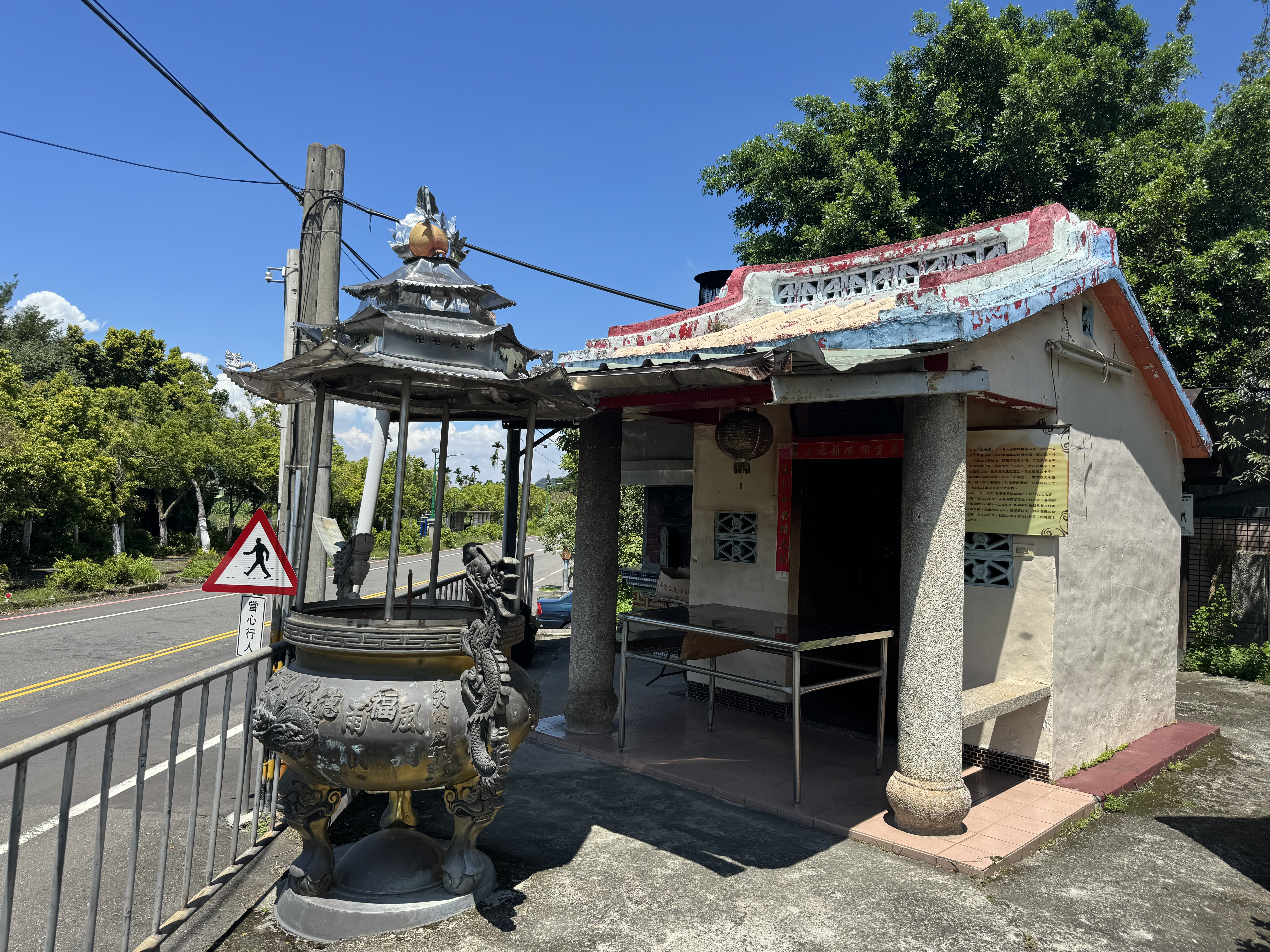
台16線與集集永興宮

當地人在土地公生日等時，參拜時仍會到舊廟祈求。中華民國各縣市歷史建築十景票選期間，此土地公廟列為南投縣歷史建築十景。國史館臺灣文獻館職員林文龍曾撰文稱讚舊廟身見證早期集集的歷史，建議南投縣政府列為縣定古蹟。